# Benjamin Smith Lyman
Pour les articles homonymes, voir Benjamin Smith et Smith.
Benjamin Smith Lyman, né le 11 décembre 1835 à Northampton dans le Massachusetts et mort le 30 août 1920 à Cheltenham en Pennsylvanie, est un ingénieur des mines et géomètre américain qui fut conseiller étranger au Japon pendant l'ère Meiji. Il fut également un anthropologiste et linguiste amateur.

## Biographie
Lyman, né en 1835 à Northampton dans le Massachusetts, sortit diplômé de l'université Havard en 1855. Après avoir brièvement travaillé comme professeur, il devint l'assistant d'un oncle par alliance qui était alors chargé de faire un relevé topographique et géologique des montagnes Broad Top en Pennsylvanie, ce qui stimula son intérêt pour la géologie et le génie minier. Il étudia un an à l'école impériale des mines à Paris (1859-60) suivi d'un cours pratique à l'école des mines de Freiberg en Saxe (1861-62). Après son retour aux États-Unis, Lyman ouvrit son cabinet d'ingénieur des mines à Philadelphie, et travailla comme géomètre en Pennsylvanie, en Nouvelle-Écosse, en Arizona et en Californie.
En 1870, Lyman fit un relevé de champs pétrolifères au Pendjab pour le département des travaux publics du gouvernement de l'Inde britannique, et il commença à développer de l'intérêt pour l'extrême-orient.
En 1872, Lyman fut embauché comme conseiller étranger par le gouvernement japonais pour rechercher des gisements de charbon et de pétrole sur l'île d'Hokkaido et le long des côtes de la mer du Japon d'Honshu. Ses relevés identifièrent les plus prometteurs gisements de charbon pour une éventuelle installation d'industrie sur Hokkaido, en plus d'un rapport sur les progrès des terre-pleins gagnés sur la mer, sur la nature des sols dans plusieurs régions, sur une étude du peuple Aïnou (coutumes, physionomie, folklore), sur l'utilisation de pierres et minerais divers, sur le développement de l'énergie hydraulique, sur l'importation de capitaux étrangers, et sur l'avantage de la coopération avec des conseillers étrangers dans l'industrie minière. Il resta au Japon de 1873 à 1879 en tant que chef géologue et ingénieur des mines pour le gouvernement de Meiji. Il forma de nombreux élèves japonais aux techniques occidentales de recherches des ressources naturelles, et publia la première carte géologique d'Hokkaido en 1876. Beaucoup des assistants japonais de Lyman devinrent par la suite d'importants géomètres et géologues, bien que ses relations avec le bureau de colonisation de Hokkaidō furent souvent tendues. Avant de quitter le Japon, il encouragea ses assistants à fonder la société géologique du Japon et à publier un journal. Il donna sa maison à cette société pour servir de quartier-général.
En étudiant la langue japonaise, Lyman remarqua que la condition nécessaire pour le voisement (phénomène du rendaku) de la consonne constrictive du second mot dans une phrase est que le mot en question ne contienne aucune consonne constrictive dans une syllabe qui suit (une condition suffisante pour affirmer que le rendaku n'était pas connu). Cette contrainte fut appelée un temps "Loi de Lyman".
Après son retour aux États-Unis, Lyman retourna à Northampton où il passa les années suivantes à travailler sur ses rapports, qu'il publiera à ses frais. Il assista à des réunions de sociétés scientifiques et techniques comme le club oriental de Philadelphie, et tint une réception chaque année pour l'anniversaire de l'empereur du Japon. Bien qu'il prit officiellement sa retraite en 1895, Lyman voyagea pour faire des relevés des gisements de charbon sur le mont Lantauan à Cebu aux Philippines pour une compagnie de New York qui y construira une ligne de chemin de fer en 1906-07. En route, il rendit visite à ses anciens assistants au Japon. Il espérait revisiter le Japon pendant son voyage de retour mais en fut empêché parce qu'il attrapa la dysenterie.
Lyman, végétarien pendant la majeure partie de sa vie, publia un livre scolaire de recettes végétarienne en 1917 à l'âge de 81 ans. Il meurt le 30 août 1920 à 84 ans à Cheltenham en Pennsylvanie.
Beaucoup de ses écrits personnels, livres et cartes sont préservés dans la "collection Benjamin Smith Lyman" à l'université du Massachusetts à Amherst.

## Ouvrages
- 1868 -- Telescopic Measurement in Surveying
- 1870 -- General Report on the Punjab Oil Lands
- 1873 -- Topography of the Punjab Oil region
- 1874 -- Preliminary Report on the First Season's Work on the Geological Survey of Yesso
- 1877 -- A General Report on the Geology of Yesso
- 1877 -- Geological Survey of the Oil Lands of Japan

General Report on the Punjab Oil Lands
- 1878 -- Notes on Japanese Grammar
- 1879 -- Geological Survey of Japan: Reports of Progress for 1878 and 1879. Tookei: Public Works Department. (OCLC 13342563)
- 1892 -- Japanese Swords
- 1893 -- The Great Mesozoic Fault in New Jersey
- 1894 -- Change from surd to sonant in Japanese compounds
- 1894 -- Age of Newark Brownstone
- 1894 -- Some New Red Horizons
- 1897 -- Against Adopting the Metric System
- 1900 -- Movements of Ground Water
- 1902 -- The Original Southern Limit of Pennsylvania Anthracite Beds
- 1904 -- Some Hindoo Marriage Ceremonies
- 1907 -- The Philippines
- 1909 -- Need of Instrument Surveying in Practical Geology
- 1912 -- Natural History Morality
- 1915 -- A Practical Rational Alphabet
- 1916 -- Natural Morality
- 1917 -- Vegetarian Diet and Dishes